# Pont Ludwig
Le pont Ludwig ou Ludwigsbrücke est un pont à arches sur la rivière Isar qui relie le quartier  Haidhausen au centre historique de Munich. 
La construction actuelle remonte aux années 1934/35. C'est là que Henri XII de Bavière construisit un premier pont afin de détourner la Route du sel qui passa pour la première fois sur le territoire de la ville de Freising. 